# Under Western Skies (film 1910)
Under Western Skies è un cortometraggio muto del 1910 scritto, prodotto, interpretato da Gilbert M. 'Broncho Billy' Anderson. Alcune fonti attribuiscono la regia a Anderson, altre a Reginald Barker.

## Produzione
Il film fu prodotto dalla Essanay Film Manufacturing Company. Venne girato a Morrison, in Colorado.

## Distribuzione
Distribuito dalla General Film Company, il film - un cortometraggio in una bobina - uscì nelle sale cinematografiche USA il 6 agosto 1910. Copia della pellicola - un positivo 35 mm - viene conservata negli archivi della Library of Congress.